# Asteropus vasiformis
Asteropus vasiformis är en svampdjursart som beskrevs av L. Hajdu och van Soest 1992. Asteropus vasiformis ingår i släktet Asteropus och familjen Ancorinidae.
Artens utbredningsområde är havet kring Barbados. Inga underarter finns listade i Catalogue of Life.